# Comuna de Czerwin
Czerwin (polaco: Gmina Czerwin) é uma gminy (comuna) na Polónia, na voivodia de Mazóvia e no condado de Ostrołęcki. A sede do condado é a cidade de Czerwin.
De acordo com os censos de 2004, a comuna tem 5342 habitantes, com uma densidade 31,2 hab/km².

## Área
Estende-se por uma área de 171,13 km², incluindo:
- área agricola: 77%
- área florestal: 15%

## Demografia
Dados de 30 de Junho 2004:
|                      | Total   | Total | Mulheres | Mulheres | Homens  | Homens |
| -------------------- | ------- | ----- | -------- | -------- | ------- | ------ |
|                      | pessoas | %     | pessoas  | %        | pessoas | %      |
| População            | 5342    | 100   | 2677     | 50,1     | 2665    | 49,9   |
| Densidade (pop./km²) | 31,2    | 100   | 15,6     | 15,6     | 15,6    | 15,6   |

De acordo com dados de 2002, o rendimento médio per capita ascendia a 1871,95 zł.

## Subdivisões
- Andrzejki-Tyszki, Bobin, Borek, Buczyn, Choromany-Witnice, Chruśnice,  Czerwin, Damiany, Dąbek, Nowe Dobki, Wólka Czerwińska, Stare Dobki, Dzwonek, Filochy, Gocły, Grodzisk Duży, Grodzisk-Wieś, Gumki, Janki Młode, Jarnuty, Księżopole, Łady-Mans, Laski Szlacheckie, Laski Włościańskie, Nowe Malinowo, Stare Malinowo, Piotrowo, Piski, Pomian, Seroczyn, Skarżyn, Sokołowo, Stylągi, Suchcice, Tomasze, Tyszki-Ciągaczki, Tyszki-Gostery, Tyszki-Nadbory, Wiśniewo, Wiśniówek, Wojsze, Wólka Seroczyńska, Załuski, Zaorze, Żochy.

## Comunas vizinhas
- Goworowo, Ostrów Mazowiecka, Rzekuń, Stary Lubotyń, Śniadowo, Troszyn, Wąsewo